# Adisura pallida
Adisura pallida är en fjärilsart som beskrevs av Moore 1881. Adisura pallida ingår i släktet Adisura och familjen nattflyn. Inga underarter finns listade i Catalogue of Life.